# Circle-Vision 360°
Circle-Vision 360°, Сёркл-Вижн 360° — кругорамная кинематографическая система, разработанная Компанией Уолта Диснея и основанная на использовании девяти киноплёнок для съёмки изображения с горизонтальным углом обзора 360°. Система использовала девять 35-мм киносъёмочных аппаратов, и девять кинопроекторов, демонстрирующих изображение на девяти экранах, расположенных по кругу. В результате получалось замкнутое цилиндрическое изображение, создавая у зрителей эффект присутствия, не сравнимый с обычным кино.

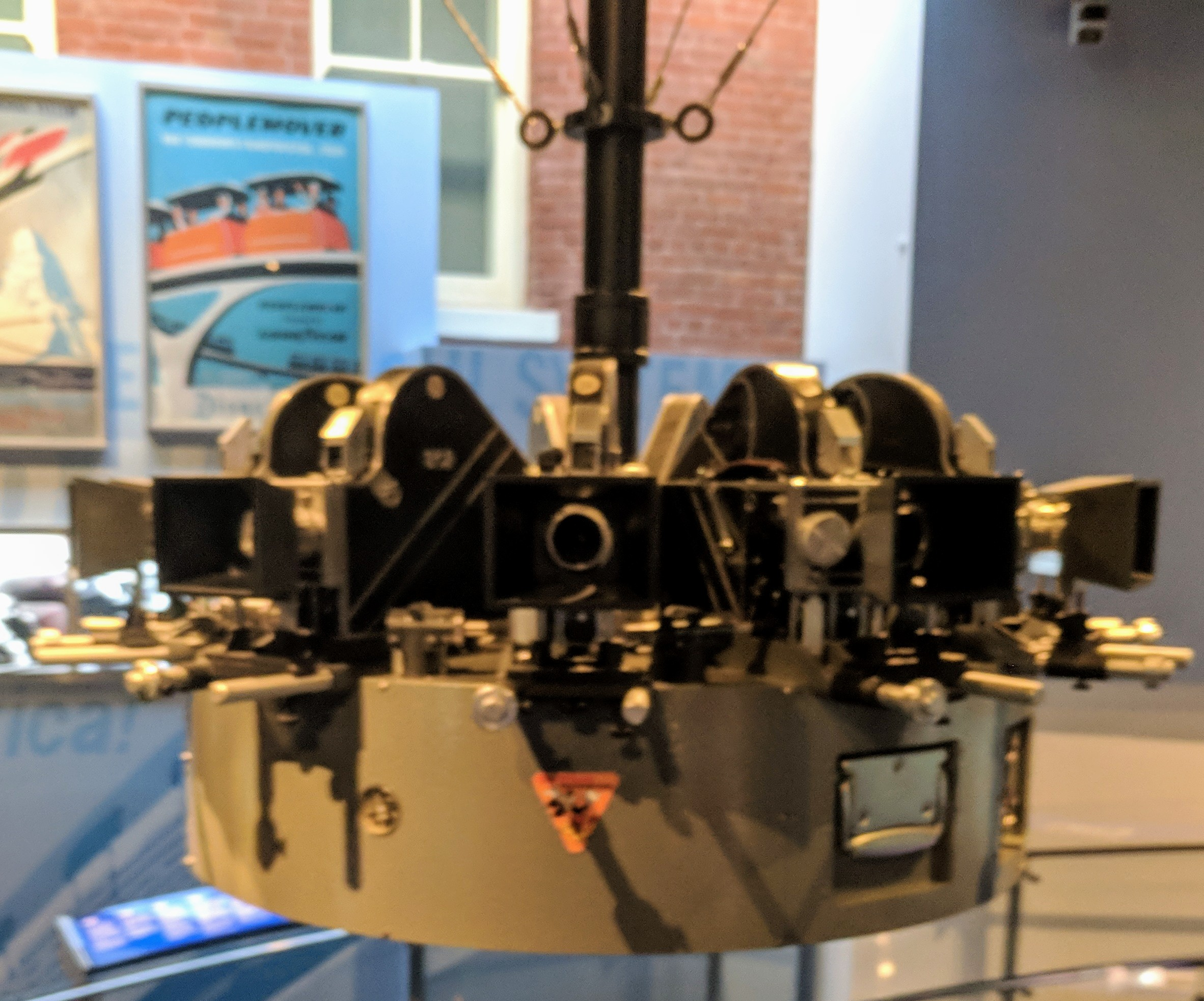
Установка для съёмки в формате «Circle-Vision 360°»

## Описание технологии
Система «Сёркл Вижн», датой рождения которой принято считать 25 июня 1967 года, стала развитием предыдущей системы «Циркарама», основанной на использовании 9 узких киноплёнок формата 16-мм.
Установка из девяти камер классического формата, собранных на общем каркасе и механически синхронизированных, как правило, размещалась на крыше специального автомобиля для видовых съёмок городов и дорог. Однако, часть съёмок велась неподвижной камерой, как это было в фильме «Хронометрист» (англ. The Timekeeper) 1992 года, также использовавшем трёхмерную графику. За счёт нечётного числа экранов и маленького расстояния между ними, кинопроекторы размещаются точно напротив экранов, давая неискажённое изображение. Экраны и проекторы расположены выше человеческого роста, а во время сеанса зрители стоят и держатся за поручни, что даёт возможность разворачиваться для обзора в любую сторону.
Первым фильмом, снятым в 1955 году по кругорамной системе «Циркарама» (англ. Circarama) стала картина «Прекрасная Америка» (англ. America the Beautiful). Он демонстрировался в кинотеатре «Циркарамы», впоследствии переименованном в «Сёркл Вижн» в 1967 году.
Система аналогична отечественной «Круговой кинопанораме», открывшейся в 1959 году на ВДНХ. Отличие состоит в использовании советской системой 11 киноплёнок, как это было у предыдущей киносистемы «Циркарама». Использование разного количества киноплёнок делает отечественную и американскую системы несовместимыми.
«Сёркл Вижн 360» используется как аттракцион в тематических парках Диснея, например в Epcot, в котором демонстрируются кругорамные фильмы «О, Канада!» (англ. O Canada!) и «Китайские отражения» (англ. Reflections of China), а в Диснейленд — «Прекрасная Америка» в версии 1967 года, «Китайские чудеса» (англ. Wonders of China), и «Американские путешествия» (англ. American Journeys), которые были размещены в кинотеатре «Сёркл Вижн» парка «Туморроулэнд» (англ. Tomorrowland).

## Ранние системы
Первая кругорамная технология, названная «Синеорамой» (англ. Cineorama), была запатентована 25 ноября 1897 года французским изобретателем Раулем Гримуэном Сансоном (фр. Raoul Grimoin-Sanson). Она предусматривала использование 10 киноплёнок и была реализована в 1900 году на Парижской Всемирной выставке. Однако, слабая световая отдача кинопроекторов тех лет не позволила добиться приемлемого качества кинопоказа.

## Альтернативные системы
Круговая кинопанорама — созданная в 1959 году в СССР технология кругового показа с 11 проекторами (изначально — 22: 2 ряда по 11 экранов один над другим), использовавшая помимо ранних разработок Диснея и собственные достижения. В частности — вертикальное анаморфирование, дающее лучший обзор на вытянутых по вертикали экранах. Кинотеатр на ВВЦ работает до сих пор.
Circlorama  — открыта в Лондоне в 1963 с использованием 11 проекторов, по Советской технологии. Закрыта в 1965 году.

## Парки, использующие технологию Circle-Vision

### Диснейленд
- Открытие: 1955
- Закрыто: 1997 (позднее включено в шоу Rocket Rods)
- Постановка: Walt Disney Imagineering
- Расположение: Tomorrowland
- Официальные названия аттракциона
  - «Circarama»
  - «Circle-Vision 360»
  - «World Premiere Circle-Vision»
- Список фильмов в показе
  - «A Tour of the West»
  - «America the Beautiful»
  - «Wonders of China»
  - «American Journeys»
- Бывшие спонсоры
  - American Motors (1950-е)
  - Bell System (1960-е)
  - AT&T/ Bell System (1970-е)
  - Pacific Southwest Airlines (1980-е)
  - Delta Air Lines (1990-е)
- Затем:
  - Rocket Rods
  - Buzz Lightyear's Astro Blasters

### Magic Kingdom
- Открытие: 15 октября 1971 (America The Beautiful)
- Закрытие: 26 февраля 2006 (The Timekeeper)
- Постановка: Walt Disney Imagineering
- Расположение: Tomorrowland
- Официальные названия аттракциона
  - «Circle-Vision 360»
  - «Metropolis Science Center»
- Список фильмов в показе
  - «America the Beautiful»
  - «Magic Carpet ‘Round the World»
  - «American Journeys»
  - «From Time to Time»
    - Also known as «The Timekeeper»
- Бывшие спонсоры
  - Monsanto
  - Black & Decker

### Epcot
- Открытие: 1 октября 1982

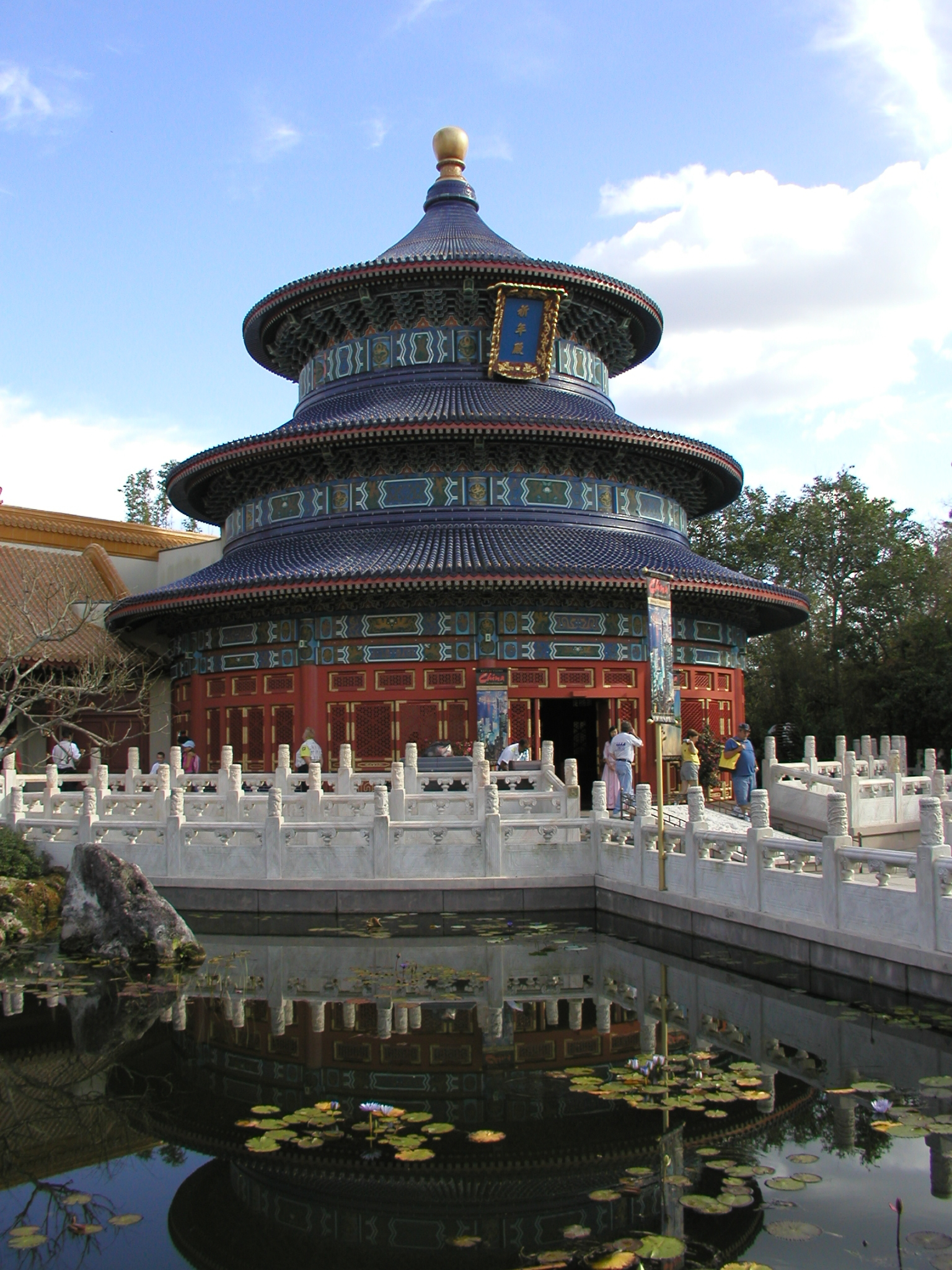

- Постановка: Walt Disney Imagineering
- Расположение: World Showcase
  - China Pavilion (China Pavilion на сайте Диснея)
  - Canada Pavilion (Canada Pavilion на сайте Диснея)
- Список фильмов в показе
  - «Wonders of China»
  - «O Canada!» (версия 1982 года)
- В данный момент
  - «Reflections of China»
  - O Canada! (2007 — обновлённая версия с 50 % новых видов, новым звуком и сюжетом)

### Токийский Диснейленд
- Открытие: 15 апреля 1983
- Закрытие: 1 сентября 2002
- Постановка: Walt Disney Imagineering
- Расположение: Tomorrowland
- Официальные названия аттракциона
  - «Circle-Vision 360»
  - «Visionarium»
- Список фильмов в показе
  - «Magic Carpet ‘Round the World»
  - «American Journeys»
  - «Visionarium» (From Time to Time)
- Спонсоры
  - Fujifilm

### Диснейленд-Париж
- Открытие: 12 апреля 1992
- Закрытие: сентябрь 2004
- Постановка: Walt Disney Imagineering
- Расположение: Discoveryland
- Официальные названия аттракциона
  - «Le Visionarium»
- Список фильмов в показе
  - «Le Visionarium»
- Спонсоры
  - Renault (1992—2002)

## Другие использования Circle-Vision 360

### Экспо-67
- Открытие: 28 апреля, 1967
- Закрытие: 29 октября, 1967
- Постановка: Walt Disney Imagineering
- Расположение: Павильон Телефонии на Экспо-67 в Монреале
- Официальные названия аттракциона
  - «Canada 67»
- Список фильмов в показе
  - «Canada 67»
- Спонсоры
  - Телефонная ассоциация Канады

### Экспо-86
- Открытие: 2 мая, 1986
- Закрытие: 13 октября, 1986
- Постановка: ??
- Расположение: Павильон Телекоммуникаций Канады, Экспо-86, Ванкувер
- Официальные названия аттракциона
  - «Telecom Canada»
- Фильмы в показе
  - «Portraits of Canada/Images du Canada» -
- Спонсоры
  - Telecom Canada

## Прочее
Похожая система используется для демонстрации Терракотовой Армии в Сиане, (Китай).
У Великой Китайской Стены недалеко от Пекина есть кинотеатр Circle-Vision, демонстрирующий программу о Великой Китайской Стене.
Диктором в Wonders of China выступает известный китайский актёр Лу Силинь (Лук Сэклам) (1904—1991), известный по роли Мастера По в телевизионной программе «Кунг-Фу».